# Mathijs Scheepers
Mathijs Scheepers (1975) is een Vlaams acteur. Hij studeerde in 2000 af aan het Toneel Dora van der Groen, de opleiding van het Koninklijk Vlaams Conservatorium Antwerpen.

## Biografie
Scheepers groeide op met twee zussen. Hij is de zoon van Léon Scheepers (KUL 1980), huisarts met bijkomende opleiding in de homeopathische geneeskunde en auteur van de boeken "Lijfwacht" (2020) en “Verzuim” (2023).  
In het theater is Scheepers acteur en medeoprichter van SKaGeN met welk gezelschap hij ook meerdere producties meedraait. Maar ook in de remake van De collega's en in 386: Molière beide producties van 't Arsenaal had hij een rol.

## Carrière
Zijn bekendste televisierollen zijn die van Steven Dewindt in Kinderen van Dewindt en George Reeckmans in De Smaak van De Keyser beiden op één en de rol van Vincent Adriaensen in de VTM serie Dag & Nacht: Hotel Eburon. Hij speelde gastrollen in Thuis (Hans), Aspe (Jacques Devriese),  Het Geslacht De Pauw  (politieagent), De Kavijaks (Duits adjudant), Witse (Peter Bosteels en Arne Geeraerts), Vermist en Zone Stad. Hij speelde ook de rol van Andy Loomans in Rupel.
In 2010 speelde hij in de langspeelfilm Zot van A., de Vlaamse bewerking van Alles is Liefde maar ook in Smoorverliefd van Hilde Van Mieghem. In 2012 speelde hij in de serie Clan de rol van Wouter Cox, de man van Veerle Goethals.
In 2013 was hij te zien in drie fictiereeksen: Salamander, Albert II en Zuidflank. Ook vertolkte hij een hoofdrol in Frits & Franky als politieagent. In 2014 speelde hij bijrollen in In Vlaamse velden, de Witse film en Cordon. In 2015 speelde hij mee in Vossenstreken op VTM en in het zesde seizoen van Vermist op VIER. 
In 2016 was hij terug te zien in het allerlaatste zevende seizoen van Vermist. In 2017-2018  was hij op Telenet Play (More) te zien in de serie Gent-West als David Moreels. Deze serie werd in 2018-2019 uitgezonden op VIER. In 2018 speelde hij de rol van Lodewijk Vanmarsenille in de film De Collega's 2.0.
In 2020 heeft hij - samen met Korneel Hamers - de Whatsapp-voorstelling Emmi & Leo bedacht. Toen de theaters door het coronavirus hun deuren moesten sluiten, bedacht hij deze voorstelling om het publiek toch te vermaken. Deze productie is niet alleen in België te volgen, maar ook in Nederland.
In 2023 vertolkte hij gastrollen in Arcadia, Rough Diamonds en F*** You Very, Very Much. In 2024 is hij te zien in een hoofdrol in de zesde telenovelle Milo op VTM. In 2025 keert hij terug in het tweede seizoen van Arcadia en speelt hij een rol in Assisen.
- Gemeinsame Normdatei: 1080068880
- MusicBrainz: 0ba9cc12-a5ba-4375-b1f0-6331e89599f5
- Virtual International Authority File: 41145003660761340059
- WorldCat: E39PBJmpgcmhjJMxk3gyrJ7vHC